# آبژل

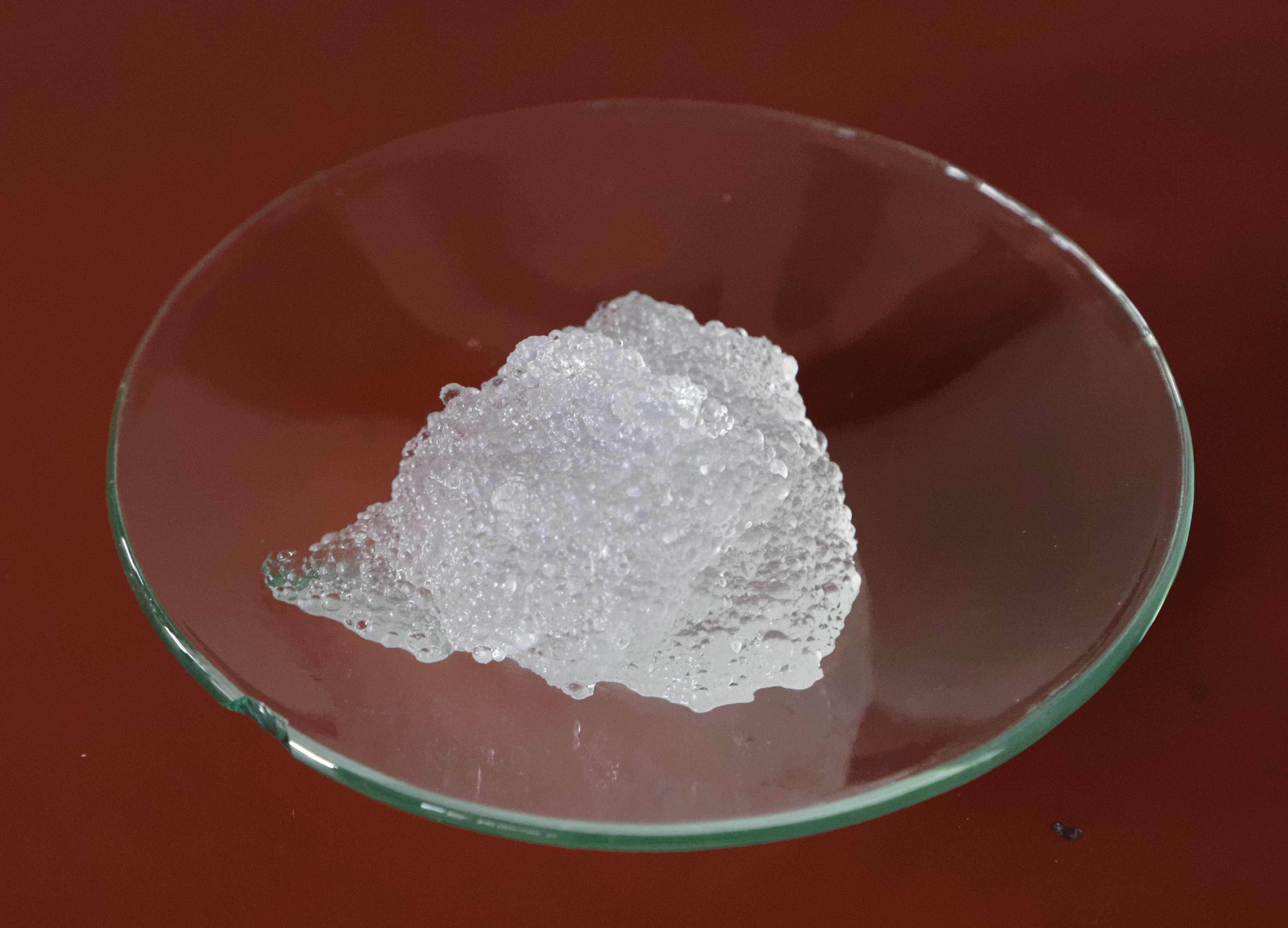
آبژل یک پلیمر ابرجاذب

آبژل یا هیدروژل (به انگلیسی: Hydrogel) شبکه‌ای از زنجیرهای پلیمری آب‌دوست است که گاهی به صورت یک ژل کلوئیدی یافت می‌شوند که در آن آب، فاز پخش‌کننده است. هیدروژل یک ساختار سه بعدی از زنجیرهای پلیمری هیدرولیکی است که توسط پیوندهای عرضی نگه داشته می‌شود. به دلیل حضور پیوندهای عرضی ذاتی، تمامیت ساختاری شبکه آبژل در  آب تجزیه و تخریب نمی‌شود و بسته به ساختار، نوع و درجه پیوند عرضی پایداری هیدروژل در محیط های فیزیولوژی حفظ می شود. آبژل‌ها شبکه‌هایی ساخته شده از پلیمر های طبیعی یا مصنوعی با قدرت جذب بالا آب هستند ( بیش از ۹۰٪ ساختار آبژل ها می تواند آب باشد).
نخستین کاربرد آبژل ها در مقالات به سال ۱۸۹۴ برمی گردد که آبژلی تحت نشان تجاری Plenity فروخته می‌شد. این آبژل برای کمک به کاهش وزن در سال ۲۰۱۹ تأیید شد.

## کاربردها
استفاده‌های معمول عبارتند از:

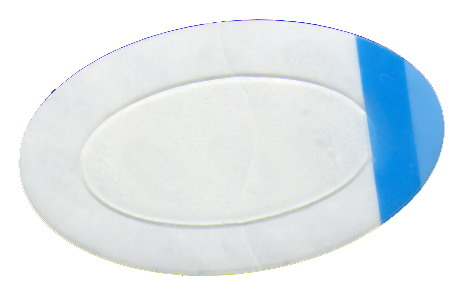
یک نوار چسب با یک پد آبژل، برای تاول‌ها و سوختگی‌ها استفاده می‌شود. ژل مرکزی شفاف است، فیلم پلاستیکی ضدآب چسبناک، شفاف است، پشت آن سفید و آبی است.

- داربست در مهندسی بافت. هنگامی که به عنوان داربست استفاده می‌شود، آبژل ممکن است حاوی سلول‌های انسانی برای ترمیم بافت باشد. آن‌ها ریز محیط 3D سلول‌ها را شبیه‌سازی می‌کنند. هم چنین توانایی تقلید ساختاری ماتریکس خارج سلولی را دارا هستند.[۶]
- چاهک‌های پوشیده شده با آبژل برای کشت سلولی مورد استفاده قرار می‌گیرند.[۷]
- آبژل‌های حساس به محیط (همچنین به عنوان «ژل هوشمند» شناخته می‌شوند). این آبژل‌ها تغییر pH، دما یا غلظت متابولیت را حس می‌کنند و محتویاتشان را با توجه به تغییرات.[۸]
- سیستم‌های دارو رسانی
- جذب و لایه‌برداری از بافت نکروتیک و فیبروتیک
- آبژل‌هایی که به مولکول‌های خاصی[۹] مانند گلوکز یا آنتی‌ژن‌ها پاسخ می‌دهند، می‌توانند به عنوان بیوسنسورها و همچنین در DDS استفاده شوند.[۱۰]
- پوشک یکبار مصرف که در آن ادرار را جذب می‌کند یا در نوارهای بهداشتی[۱۱]
- لنزهای تماسی (آبژل‌های سیلیکون، پلی آکریل آمید، پلیمکون)
- الکترودهای پزشکی EEG و ECG که از آبژل‌های متشکل از پلیمرهای اتصال عرضی استفاده می‌کنند (پلی اتیلن اکسید، پلی آمپس و پلی وینیل پریرولیدون)
- مواد منفجره ژل آب
- تحویل داروهای رکتومی و تشخیص
- انباشت نقاط کوانتومی
- درون‌کاشت پستان
- چسب
- گرانول‌های نگه‌دارندهٔ رطوبت خاک در مناطق خشک
- پماد برای درمان سوختگی یا دیگر زخم‌های مزمن از جمله زخم های دیابتی. ژل‌های زخم برای کمک به ایجاد یک محیط مرطوب یا حفظ آن بسیار عالی هستند.
- ذخایر در تحویل دارویی موضعی؛ به ویژه داروهای یونی که توسط iontophoresis تحویل داده می‌شود (رزین مبادله یونی را ببینید).
- موادی که بافت‌های مخاطی حیوانی را شبیه‌سازی می‌کنند و برای تست کردن ویژگی‌های چسبندگی به مخاط سامانه‌های تحویل دارو مورد استفاده قرار می‌گیرند.[۱۲][۱۳]

## شیمی
مواد متداول شامل پلی وینیل الکل، پلی اکریلات سدیم، پلیمرهای اکریلات و کوپلیمرهای با فراوانی گروه‌های هیدروفیلی است.

به دلیل محتوای آب قابل توجه، آبژل همچنین دارای درجه انعطاف‌پذیری بسیار شبیه به بافت طبیعی است. به عنوان «مواد هوشمند» پاسخگو، آبژل‌ها می‌توانند سامانه‌های شیمیایی را ایجاد کنند که در اثر تحریک با عوامل خارجی مانند تغییر pH ممکن است باعث شود ترکیبات خاصی از قبیل گلوکز به محیط آزاد شوند که این امر معمولاً به واسطه تبدیل سل-ژل صورت می‌گیرد. همچنین پلیمرهای مکانیکی-شیمیایی غالباً آبژل هستند، که در اثر تحریک حجم خود را تغییر می‌دهند و می‌توانند به عنوان محرک یا حسگر عمل کنند. 
- یک میکروپمپ بر اساس نوار آبژل (۴ × ۰٫۳ × 0.05   اندازه میلیمتر) به کار افتاده توسط ولتاژ اعمال شده . این پمپ می‌تواند به طور مداوم با باتری ۱٫۵ ولت حداقل ۶ ماه کار کند.[۱۴]

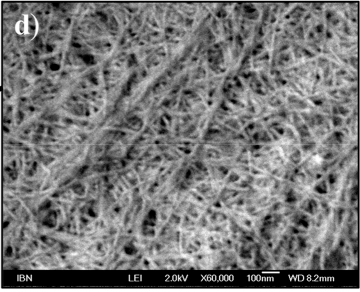
یک ماتریس آبژل مبتنی بر کوتاه پپتید، قادر به نگه داشتن آب به اندازهٔ صد برابر وزن خود است. به عنوان یک پانسمان پزشکی طراحی شده‌است. ضخامت الیاف تقریبا از مرتبهٔ ده نانومتر است که ریز محیط رشته‌ای موجود در ماتریکس خارج سلولی را شبیه‌سازی می‌کند . تصویر میکروسکوپ الکترونی انتشار اسکن میدان
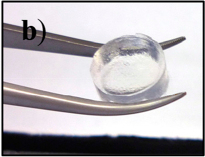
عکس از همان آبژل مبتنی بر کوتاه‌پپتید، که در انبرک نگه‌داشته شده تا سفتی و شفافیت آن را نشان دهد.

## پژوهش
مواد آبژل طبیعی برای مهندسی بافت مورد بررسی قرار می‌گیرند؛ این مواد شامل آگارز، متیل سلولز، هیالورونان ،پلی‌پپتیدهای شبه الاستین و دیگر پلیمرهای به‌طور طبیعی مشتق شده‌است. آبژل‌ها اطمینانی برای استفاده در کشاورزی نشان می‌دهند، چرا که آن‌ها می‌توانند مواد شیمیایی کشاورزی، از جمله آفت کش‌ها و کود فسفات را به آهستگی رها کنند و با عث افزایش کارای و کاهش هدر رفتگی شوند و در عین حال حفظ احتباس آب از خاک‌های خشک‌تر از جمله لوم ماسه را بهبود می‌بخشند.